# TeamSpeak
TeamSpeak (kurz: TS oder TS3; seltener auch: TS6) ist eine proprietäre Sprachkonferenzsoftware, die den Benutzern ermöglicht, über das Internet oder ein LAN per Sprache und Text miteinander zu kommunizieren sowie Dateien auszutauschen. TeamSpeak ist für die Nutzung parallel zu Onlinespielen optimiert. Die Software wird jedoch auch im Bildungsbereich und im Militärwesen vermarktet.

## Entwicklung

TeamSpeak-Logo bis Juni 2018

TeamSpeak-Logo 2018–2020

### TeamSpeak 1.5
Teamspeak 1.5 wurde im Oktober 2001 veröffentlicht. Es war als Freeware verfügbar und die erste Version mit einer Client-Server-Architektur. Der Support ist inzwischen eingestellt.

### TeamSpeak 2
TeamSpeak 2 wurde in Borland Delphi für Windows-Systeme geschrieben und mit Kylix auf Linux portiert. Für macOS gab es nur einen inoffiziellen Client mit dem Namen TeamSpeex.
Diese Version unterstützte die Codecs CELP, GSM und Speex in Stufen von 5,1 kbit/s bis zu 25,9 kbit/s. Der Client war grundsätzlich kostenfrei. Der Server war für nicht kommerzielle Zwecke ebenfalls kostenfrei. Es durften hierbei maximal 1.000 Slots (Plätze für Benutzer) auf bis zu 10 Server aufgeteilt werden. Für die kommerzielle Nutzung war eine kostenpflichtige Lizenz notwendig. Die Unterstützung ist inzwischen eingestellt.

### TeamSpeak 3
Die Nachfolgeversion TeamSpeak 3 verwendet C++, was eine Portierung auf andere Betriebssysteme vereinfachte. So erscheint neben der Windows- und Linux-Version auch eine Version für Mac OS X. Versionen für iOS und Android werden kostenpflichtig angeboten.
Die erste Beta-Version von TeamSpeak 3 erschien am 19. Dezember 2009, die finale Version wurde am 10. August 2011 freigegeben. TeamSpeak 3 unterstützt das Vorlesen von eingegebenem Text. Bei einer Konferenzschaltung können die Teilnehmer in einem virtuellen Raum angeordnet werden (links, rechts, vorne, hinten), dadurch soll es leichter sein, dem Gespräch zu folgen. Dies funktioniert, sofern man über zwei oder mehr Ausgabekanäle verfügt. Für Anwender stehen ferner Skins zur Personalisierung zur Verfügung. Es wurde weiterhin Unterstützung für den latenzarmen Codec CELT eingeführt. Die Unterstützung für CELP und GSM wurde hingegen eingestellt. Für CELT und Speex können Latenz (inzwischen inoffiziell) und Qualität unabhängig voneinander konfiguriert werden, womit sich Bitraten zwischen 2,6 und 114 kbit/s ergeben. Seit Client-Version 3.0.10 kann auch Opus verwendet werden, wofür lediglich die Qualität eingestellt werden kann.
Die Technik von TeamSpeak 3 wurde in diverse Produkte integriert, z. B. in die Militärsimulation America’s Army 3 oder Vendetta Online. Durch inoffizielle Erweiterungen (genannt Plugins) ist die Integration in andere Produkte möglich, z. B. in die Militärsimulation Arma 3. TeamSpeak kooperiert mit Overwolf, das TeamSpeak 3 mit Funktionen ähnlich denen von Xfire oder der Steam Community verbindet.

### TeamSpeak 3.1
Am 12. Januar 2017 wurde das TeamSpeak-Update 3.1 veröffentlicht.
In diesem Update wurde die neue Funktion myTeamSpeak eingeführt. Diese soll unter anderem Benutzerdaten sichern und die Wiederherstellung der Daten auf anderen Systemen vereinfachen. Zu den sicherungsfähigen Elementen zählen unter anderen TeamSpeak-Identitäten und favorisierte Server. Außerdem werden mit myTeamSpeak Abzeichen und Server Nicknames verwaltet. Server Nicknames dienen als Alias zum Verbinden mit TeamSpeak-Servern und können anstelle einer IP-Adresse oder Domain verwendet werden.
Das gesamte Plugin-System wurde im Update 3.1 verändert, was dazu führte, dass man Plugins aus alten Versionen nicht länger benutzen kann.

### TeamSpeak 5
Im Juni 2018 wurde angekündigt, dass sich eine neue TeamSpeak-Version 5 in Entwicklung befindet. Nach zahlreichen Verzögerungen wurde die geschlossene Beta des Clients schließlich Oktober 2019 veröffentlicht. Stand Mitte Mai 2024 befindet sich Teamspeak 5 zwischenzeitlich in der offenen Beta Phase.

### TeamSpeak 6
In den Tagen vor dem 21. Januar 2025 kündigte TeamSpeak eine Reihe neuer Updates an, die schließlich an diesem Datum veröffentlicht wurden. Mit diesem Update wurde die Bezeichnung des bisherigen TeamSpeak 5-Clients überraschend in „TeamSpeak 6“ geändert, und die Versionsnummer wurde auf 6.0.0 angehoben.
Eine offizielle Ankündigung, dass es sich um eine vollständig neue Version handelt, blieb aus. Stattdessen zeigt sich, dass TeamSpeak 6 eine Weiterentwicklung des bisherigen Clients ist. Die Software befindet sich weiterhin in der offenen Beta-Phase und kann mit denselben Beta-Zugangsdaten genutzt werden, die bereits für TeamSpeak 5 galten.
Mit der Umstellung auf TeamSpeak 6 setzt das Unternehmen auf eine nahtlose Weiterführung der Plattform, während neue Funktionen und Verbesserungen in den Entwicklungsprozess integriert werden.

## Konzept
TeamSpeak nutzt ein eigenes, proprietäres Protokoll, dessen Spezifikation nicht veröffentlicht ist. Es gibt keine Unterstützung für andere Protokolle. Um miteinander kommunizieren zu können, muss sich jeder Benutzer mit einem Server verbinden, der wiederum in mehrere Kanäle unterteilt sein kann.

### Server
Server können entweder bei Hosting-Anbietern (z. B. viele Anbieter für Gameserver) für eine meist monatliche Gebühr gemietet oder mithilfe der Serversoftware auf einem eigenen Server oder dem eigenen Rechner installiert werden. Hat man eine Lizenz, kann man entsprechend mehrere Server mit derselben Installation der Serversoftware erstellen. Die Serversoftware kann auch auf weniger leistungsstarken vServern eingesetzt werden.
Mit der Einführung von TeamSpeak 6 ist es erstmals auch möglich, Server direkt bei TeamSpeak selbst zu hosten. Dieses neue Hosting-Angebot kann über das persönliche myTeamSpeak-Konto genutzt werden und ist im Bereich „Communities“ verfügbar. Diese Funktion erleichtert den Einstieg für Nutzer, die keine eigene Infrastruktur betreiben möchten.
Die Verwaltung der meisten Einstellungen eines einzelnen Servers funktioniert mit einer grafischen Oberfläche des Clients. Für die Verwaltung einer Serverinstallation („Instanz“) und einiger detaillierter Einstellungen gibt es bei TeamSpeak 2 ein Webinterface auf Port 14534, während bei TeamSpeak 3 standardmäßig die Nutzung mittels Telnet auf Port 10011 zur Verfügung steht. Es gibt jedoch auch Webinterfaces und Software, mit denen sich die Verwaltung von TeamSpeak 3 grafisch darstellen lässt. Während des ersten Starts der Serversoftware wird automatisch ein Server auf Port 8767 (TeamSpeak 2) bzw. 9987 (TeamSpeak 3) erstellt.

### Channel
Alle Kanäle (eng. „Channels“) eines Servers dienen als selbständige Räume, zwischen denen der Client wechseln kann. Die Channels werden als Baumansicht dargestellt, ähnlich den Ordnern im Windows-Explorer. Wird einem Channel beigetreten, tritt der Client der Unterhaltung der bereits vorhandenen Nutzer bei. In TeamSpeak erfolgt die Darstellung einer Übertragung durch ein grünes (TeamSpeak 2) bzw. blaues (TeamSpeak 3) Lämpchen vor jedem Client-Benutzernamen. Es können standardmäßig beliebig viele Nutzer gleichzeitig kommunizieren.

### Client
Mittels des TeamSpeak-Clients und der Serveradresse des TeamSpeak-Servers kann sich jeder Nutzer mit einem Server verbinden. Jeder Client belegt dabei einen offenen Slot des Servers. Bei der Installation des TeamSpeak-Clients wird eine Standard-Identität erzeugt. Dieser Identität kann ein Benutzername und ein phonetischer Benutzername zugeordnet werden. Zusätzlich erzeugt der Client eine eindeutige ID. Mittels dieser eindeutigen ID wird jeder Client auf einem Server identifiziert und in das Benutzerverzeichnis eingetragen. Aufgrund dieser Identität ist es möglich, auf einem Server bestimmte Rechte nach einer Wiederherstellung der Verbindung zu behalten. Die Identitäten können in Dateien gespeichert und auf anderen Computern wiederhergestellt werden.

### Lizenzmodell
Die für TeamSpeak nutzbaren Lizenztypen werden ausschließlich auf den TeamSpeak-Servern installiert, somit ist das Lizenzmodell für Teamspeak 3 & 5 aufgrund der gleichen Serverversionen identisch.
Nach der Neugliederung des Lizenzmodells von TeamSpeak werden keine weiteren Anträge für ATHPs (Authorized TeamSpeak Hosting Provider) und Non-Profit-Lizenzen angenommen. Für Endnutzer gibt es lediglich die sogenannte „Gamer License“, welche das Modell der vorher angebotenen AAL-Lizenz nutzt. Es ist dennoch möglich, TeamSpeak-Server über Hosting-Anbieter zu beziehen, welche eine noch vor der Umstrukturierung erteilte ATHP-Lizenz besitzen.
| Lizenztyp           | Slots       | Server      | Preis                | Anmerkung                                                                                     |
| ------------------- | ----------- | ----------- | -------------------- | --------------------------------------------------------------------------------------------- |
| Ohne Lizenz         | 32          | 1           | Kostenlos            | TeamSpeak-Instanz ohne aktivierte Lizenz.                                                     |
| NPL                 | 512         | 2 (10)      | Kostenlos            | Non-Profit-License, wird nicht mehr ausgegeben.                                               |
| Sponsorship License | Nach Bedarf | Nach Bedarf | Kostenlos            | Wird von TeamSpeak einzelfallabhängig nach Bedarf an Servern & Slots erteilt.                 |
| Gamer License       | 64–1024     | 1–2 (10)    | 55 $–500 $ p. a.     | Ursprünglich als AAL vertrieben.                                                              |
| Commercial License  | Nach Bedarf | Nach Bedarf | Individuell          | Für Verwendung in Unternehmen und Behörden mit Bedarf von mehr als 1024 Slots bzw. 2 Servern. |
| ATHP                | Unbegrenzt  | Unbegrenzt  | 0,12 $–0,09 $ / Slot | Wird aktuell nicht neu ausgegeben.                                                            |

#### Keine Lizenz
Wenn eine TeamSpeak-Server-Instanz ohne Lizenz installiert wird, kann diese dauerhaft mit bis zu 32 Slots und einem Server betrieben werden.

#### NPL/Sponsorship License
Zu Beginn konnten sich Projekte aller Art für eine NPL (Non Profit License) bewerben. Nach Annahme des Antrags erhielt man eine zeitlich unbefristete Lizenz für maximal 512 Slots und 10 Server.
Seit dem 4. Juni 2014 wurden neue NP-Lizenzen für maximal 512 Slots und 2 Server ausgegeben. Zudem wurden die Kriterien für die Erteilung fortlaufend erhöht. Zur Einführung der NP-Lizenz reichte meist eine grobe Projektbeschreibung oder Idee, später waren Nachweise über tatsächliche Aktivität, aktive Nutzung von TeamSpeak etc. zu erbringen.
Mittlerweile wurde die NPL durch die Sponsorship License ersetzt, bei welcher TeamSpeak Projekten nach Bedarf ausreichende Lizenzen zur Verfügung stellt. Partner erhalten zudem ein im Client sichtbares „Sponsorship Badge“.

#### AAL/Gamer License
Annual Activation Licenses konnten durch Privatpersonen und Unternehmen frei und direkt bei TeamSpeak erworben werden. Es existierten Abstufungen von anfangs 32–1024 Slots und je nach Slotanzahl 1–10 Servern. Zeitgleich mit der Anpassung der maximalen Serveranzahl bei NP-Lizenzen wurde die maximale Anzahl auch bei AA-Lizenzen auf 2 Server gesenkt. Zudem wurde später die kleinste Lizenzversion von 32 Slots ersatzlos entfernt.
Nach Kauf einer AA-Lizenz ist diese ein Jahr lang gültig und muss dann verlängert werden.
Kurz nach dem Wechsel von NPL auf die Sponsorship License wurde die AAL in Gamer License umbenannt.
Insofern ein gewisser Bedarf an Slots geplant werden kann, sind diese Lizenzen für Anwender wesentlich günstiger, da der Preis pro Slot und Monat je nach Lizenzgröße zwischen 0,04 $–0,07 $ liegt und somit günstiger ist, als eine ATHP-Lizenz bei niedrigster Preisstufe.

#### Commercial License
Kommerzielle Lizenzen werden von TeamSpeak nur auf Anfrage erteilt und richten sich an Unternehmen und Behörden mit einem Bedarf von mehr als 1024 Slots bzw. 2 Servern. Die Preisgestaltung hierzu ist nicht öffentlich einsehbar.

#### ATHP
ATHP-Lizenzen waren für Reseller oder Hoster von TeamSpeak-Instanzen vorgesehen, welche Server direkt an Endkunden weitervertreiben. Ca. ab 2018 begann TeamSpeak, die Vergabe von ATHP-Lizenzen einzustellen bzw. keine weiteren Bestellungen für ATHP-Lizenzen zuzulassen. Hierdurch sind Endkunden auf die Anbieter angewiesen, welche bisher eine Lizenz besitzen, wenn diese keine Gamer License direkt bei TeamSpeak beziehen wollen.
Bei ATHP-Lizenzen besteht für die Lizenz ein Limit an maximalen Servern und Slots. Dieses liegt zu Beginn bei ca. 25.000 Slots und 2.000 Servern und wird bei ausreichender Nutzung angehoben.

### Lizenzfälschung
Bis zur Aktualisierung auf die Clientversion 3.1 war es Serverbetreibern möglich, die Lizenzprüfung von TeamSpeak zu umgehen. Hierzu wurden die Adressen des Lizenzservers von TeamSpeak in der Hosts-Datei des Servers auf sich selbst weitergeleitet und ein angepasster Lizenzserver betrieben, welcher die eingegebene Lizenz für gültig erklärte.
Nach dem Update wurde diese Möglichkeit unterbunden, indem Clients die Lizenzinformationen des Servers abrufen und diese an den TeamSpeak-Lizenzserver weiterleiten, die Antwort wird wiederum auch über den Client gesendet. Theoretisch wäre eine Umgehung der Lizenz somit nur möglich, wenn jeder Client, welcher sich auf den Server verbindet, entsprechend manipuliert wäre. Diese Umstellung macht die Lizenzfälschung praktisch nicht mehr umsetzbar.

## Funktionen
Neben der Kommunikation mit anderen Clients im selben Channel oder auf demselben Server bietet TeamSpeak weitere Funktionen, die teilweise auch in anderen VoIP-Programmen implementiert sind. TeamSpeak lässt sich mit Hilfe von Plug-ins unter anderem um Designs und Icons erweitern.

### Chatten
Abgesehen vom Sprachgebrauch besteht die Möglichkeit, server- und channelweite sowie persönliche Chatnachrichten zu versenden. Neben dem normalen Sprechen in TeamSpeak gibt es auch noch die Funktion Whispern (von engl. „to whisper“, flüstern). Die Kommunikation findet dann nur mit den ausgewählten Personen statt.

### Bildschirm- und Kamerafreigabe
Mit der Einführung von TeamSpeak 6 wurde die Plattform um die Funktionen zur Bildschirm- und Kamerafreigabe erweitert. Nutzer können nun ihren Bildschirm oder ihre Webcam mit anderen Teilnehmern im selben Channel teilen, was die Möglichkeiten zur Zusammenarbeit und Kommunikation erheblich verbessert.

### Gruppen-Chats
Neben den herkömmlichen server- und channelweiten Chats bietet TeamSpeak jetzt auch die Möglichkeit, Gruppen-Chats zu führen. Diese Funktion erlaubt es Nutzern, in kleinen Gruppen zu kommunizieren, ohne dass dafür ein Server erforderlich ist. Es ist auch möglich, Teilnehmer ohne vorherige Serverzuweisung einzuladen. In diesen Gruppen-Chats können die Funktionen zur Bildschirmfreigabe und Kamerafreigabe genutzt werden, wobei die Kommunikation hierbei ausschließlich über den Chat erfolgt, ohne Sprachübertragung.

### Datenaustausch
Jeder Kanal besitzt einen Ordner um Dateien abzulegen. Die Bandbreitenlimitierung kann jeder Server selbst festlegen.

### Anstupsen
Das Anstupsen in TeamSpeak ist eine Art der Kommunikation, um, in Begleitung eines Tons, auf sich aufmerksam zu machen. Es wird meist genutzt, um einem abwesenden Nutzer eine Nachricht zu überbringen, die sich via Pop-up bei diesem öffnet.

### Rechte-System
Das Rechtesystem in Teamspeak 3 beinhaltet insgesamt 5 Ebenen. Jede Rechteebene wird von der darauffolgenden Ebene überschrieben, sofern dort abweichende Rechte vergeben sind. Die Ebenen in TeamSpeak 3 umfassen:
1. Ebene: Servergruppen-Rechte
2. Ebene: Client-Rechte
3. Ebene: Kanal-Rechte
4. Ebene: Kanalgruppen-Rechte
5. Ebene: Kanal- und Client-Rechte

Ist ein Client beispielsweise in der Server-Gruppe „Gast“ und die Server-Gruppe hat keine Rechte, einem Kanal beizutreten, kann dieses Recht von einem Client-spezifischen Recht überschrieben werden.
Zudem setzen sich die Rechte in Teamspeak 3 aus zwei Rechtegruppen zusammen: den Schaltvariablen und den Integer-Variablen.